# Rock Island (série télévisée, 2022)
Pour les articles homonymes, voir Rock Island.
Rock Island (Rock Island Mysteries) est une série télévisée australienne créée par Matthew Cooke, Vincent Lund et Michael Ford et diffusée depuis le 2 mai 2022 sur Nickelodeon.
En France, la série est diffusée depuis le 17 octobre 2022 sur Nickelodeon France. Elle reste inédite dans les autres pays francophones.

## Synopsis
Taylor, 14 ans, et ses meilleurs amis sont déterminés à enquêter sur les mystères inexpliqués de Rock Island. Elle part à la recherche de son oncle Charlie, qui disparu de l'île il y a 5 ans.

## Distribution

### Acteurs principaux
| Voix originale       | Personnages    | Voix française                                                        | Saisons    | Saisons    | Saisons    |
| Voix originale       | Personnages    | Voix française                                                        | Saison 1   | Saison 2   | Saison 3   |
| -------------------- | -------------- | --------------------------------------------------------------------- | ---------- | ---------- | ---------- |
| Alexa Curtis (en)    | Taylor Young   | Marie Braam                                                           | Principale | Principale | Principale |
| Noah Akhigbe         | Nori Harlow    | Maxym Anciaux (saisons 1 et 2) Damien Locqueneux (depuis la saison 3) | Principal  | Principal  | Principal  |
| Inessa Tan           | Meesha Rai     | Helena Coppejans                                                      | Principale | Principale | Principale |
| Ryan Yeates          | Ellis Grouch   | Arthur Dubois                                                         | Principal  | Principal  | Principal  |
| Izellah Connelly     | Lila Gray      | Marie du Bled                                                         | Principale | Principale | Principale |
| Kimberley Joseph     | Emily Young    | Micheline Tziamalis                                                   | Principale | Principale | Principale |
| Craig Horner         | Sunny Gray     | Sébastien Hébrant                                                     | Principal  | Principal  | Principal  |
| Monette Lee          | Gillian Rai    | Bernadette Mouzon                                                     | Principale | Principale | Principale |
| Annabelle Stephenson | Racquel Newman | Claire Tefnin                                                         | Principale | Principale | Principale |
| Lucas Linehan        | Charlie        | Benjamin Thomas                                                       | Principal  | Principal  | Principal  |

### Acteurs récurrents et invités
- Ian McFadyen (VFB : Laurent Van Wetter) : Old Faraz
- Alex Kaan (VFB : Maxime Donnay) : Faraz
- Jack McGirr (VFB : David Manet) : Dan
- Isabella Procida (VFB : Ludivine Deworst) : Faith
- Cameron Caulfield (VFB : Maxime Van Santfoort) : Cowboy Joe
- Luisa Prosser (VFB : Colette Sodoyez) : Janet
- Shaylee Gear (VFB : Sofia Abouatmane) : Coraline
- Mia Dante (VFB : Laëtitia Liénart) : Young Emily
- Paddy Duffy (VFB : Lasha Songulashvili) : Young Charlie
- Samara Wheeler (VFB : Bérénice Loveniers) : Taylor Young (9 years)
- Thomas Larkin (VFB : Antoni Lo Presti) : Magnus Tonk
- Fraser Anderson (VFB : Brieuc Lemaire) : Brock
- Tim Ross (VFB : Bruno Mullenaerts) : Professor James
- Nathin Art Butler (VFB : Alexandre Crépet) : Darius
- Shirley Price (VFB : Julie Basecqz) : Cassandra
- Harry Beckwith (VFB : Arsène Van Der Bruggen) : Samuel
- Jessica Bowles (VFB : Sophie Pyronnet) : Nicola
- Lynn Gilmartin (VFB : Marie Van Ermengem) : Annabelle
- Matt Domingo (VFB : Gauthier de Fauconval) : Greig
- Sophia Emberson-Bain (VFB : Audrey d'Hulstère) : Joelle
- Zachary Cumberbatch (VFB : Quentin Minon) : Silas Harlow

## Production

### Développement
La série en vingt épisodes a été tournée sur la Gold Coast et à Port Douglas dans le Queensland en 2021 pour la première saison et à Helensvale dans le Queensland en 2022-2023 pour la saison 2.
Il s’agissait d’une production de FremantleMedia Australia pour Network 10 et Nickelodeon International.
La série a été créée par Matthew Cooke, Vincent Lund et Michael Ford. Il a été écrit par le producteur de scénario Stephen Vagg avec les scénaristes Sam Carroll, Alix Beane, David Hannam, Marisa Nathar, Natesha Somasundaram, Trent Roberts, Jessica Brookman et Hannah Samuel.
En octobre 2022, Network 10 et Nickelodeon ont annoncé que l’émission avait été renouvelée pour une deuxième saison dont la première est prévue le 25 septembre 2023,,.
Le 6 mai 2024, il a été annoncé que la série avait été renouvelée pour une troisième saison.

### Fiche technique
Sauf indication contraire, les informations mentionnées dans cette section peuvent être confirmées par la base de données cinématographiques IMDb,  présente dans la section « Liens externes ».
- Titre original : Rock Island Mysteries
- Titre français : Rock Island
- Création : Matthew Cooke, Vincent Lund et Michael Ford
- Réalisation : Tenika Smith, Evan Clarry, Jovita O’Shaughnessy et Grant Brown
- Scénario : Charlotte Cutting, Ahmad Halimi, Nathan Wild, Antonio Mestres et Teena Mestres
- Musique :
  - Compositeur(s) : Niki Hexum et Zack Hexum
  - Thème d'ouverture : Rock Island Mysteries theme
- Production :
  - Producteur(s) : Timothy Powell et Jonah Klein
  - Producteur(s) exécutive(s) : Chris Oliver-Taylor, Warren Clarke, Chris Rose, Matthew Cooke, Vincent Lund, Michael Ford et Hugh Baldwin
- Société(s) de production : Nickelodeon Productions et FremantleMedia Australia
- Pays d'origine :  Australie
- Langue d'origine : Anglais
- Format :
  - Format image : 720p (HDTV)
  - Format audio : 5.1 surround sound
- Genre : Série télévisée, Aventure, Comédie
- Durée : 22-23 minutes
- Date de première diffusion :
  - 2 mai 2022 sur Nickelodeon (10 Shake)
  - 17 octobre 2022 sur Nickelodeon France
- Classification : déconseillé aux moins de 7 ans

Adaptation
Version française
- Société de doublage : Deluxe Media Paris
- Direction artistique : Alexis Flamant
- Direction artistique chanson générique : Stéphanie Vondenhoff
- Adaptation chanson générique : Fily Sciacchitano
- Enregistrement : Benoit Gerard
- Montage : Laure-Anne Laureys
- Mixage : Jérémy Clousier

## Épisodes
| Saison | Saison | Épisodes | Australie         | Australie        |
| Saison | Saison | Épisodes | Début de saison   | Fin de saison    |
| ------ | ------ | -------- | ----------------- | ---------------- |
|        | 1      | 20       | 2 mai 2022        | 27 mai 2022      |
|        | 2      | 20       | 25 septembre 2023 | 25 octobre 2023  |
|        | 3      | 20       | 23 novembre 2024  | 22 décembre 2024 |

### Première saison (2022)
| No | #  | Titre français                | Titre original                   | Diffusion originale | Code prod. |
| -- | -- | ----------------------------- | -------------------------------- | ------------------- | ---------- |
| 1  | 1  | Joyeux anniversaire, Taylor ! | Happy Birthday, Taylor!          | 2 mai 2022          | 101        |
| 2  | 2  | Le Bermuda Queen              | Bermuda Queen                    | 3 mai 2022          | 102        |
| 3  | 3  | Les sources perdues           | Something in the Water           | 4 mai 2022          | 103        |
| 4  | 4  | Qui est cette fille ?         | Who's That Girl                  | 5 mai 2022          | 104        |
| 5  | 5  | Message de détresse           | Distress Call                    | 6 mai 2022          | 105        |
| 6  | 6  | Le conte des deux Taylors     | A Tale of Two Taylors            | 9 mai 2022          | 106        |
| 7  | 7  | L'ombre                       | The Shadow                       | 10 mai 2022         | 107        |
| 8  | 8  | Le cyclone Jonah              | Hurricane Jonah                  | 11 mai 2022         | 108        |
| 9  | 9  | Message dans une bouteille    | Text Message in a Bottle         | 12 mai 2022         | 109        |
| 10 | 10 | Coquillage                    | Sea Shell                        | 13 mai 2022         | 110        |
| 11 | 11 | Carte au trésor               | Treasure Map                     | 16 mai 2022         | 111        |
| 12 | 12 | Le rêve de Taylor             | Taylor's Dream                   | 17 mai 2022         | 112        |
| 13 | 13 | Rendez-vous en Atlantide      | A Date with Atlantis             | 18 mai 2022         | 113        |
| 14 | 14 | Le mystère du mystère oublié  | Mystery of the Forgotten Mystery | 19 mai 2022         | 114        |
| 15 | 15 | Mystère de jeunesse           | A Young Mystery                  | 20 mai 2022         | 115        |
| 16 | 16 | Le jour de la pieuvre         | Day of the Octopus               | 23 mai 2022         | 116        |
| 17 | 17 | Une plante odorante           | Pong Plant                       | 24 mai 2022         | 117        |
| 18 | 18 | L'échange                     | Brain Swap                       | 25 mai 2022         | 118        |
| 19 | 19 | Des lumières dans le ciel     | Lights in the Sky                | 26 mai 2022         | 119        |
| 20 | 20 | Le mystère de Raquel          | The Mystery of Raquel            | 27 mai 2022         | 120        |

### Deuxième saison (2023)
| No   | #  | Titre français                                                                | Titre original                                                | Diffusion originale | Code prod. |
| ---- | -- | ----------------------------------------------------------------------------- | ------------------------------------------------------------- | ------------------- | ---------- |
| 2122 | 12 | La grotte de téléportation : 1re partieLa grotte de téléportation : 2e partie | The Cave to Everywhere: Part IThe Cave to Everywhere: Part II | 25 septembre 2023   | 201202     |
| 23   | 3  | Compte à rebours                                                              | The Message                                                   | 26 septembre 2023   | 203        |
| 24   | 4  | Une photo du passé                                                            | A Photo from the Past                                         | 27 septembre 2023   | 204        |
| 25   | 5  | La plongée                                                                    | Something Else in the Water                                   | 28 septembre 2023   | 205        |
| 26   | 6  | Juste un rêve                                                                 | Dream A Little Dream                                          | 2 octobre 2023      | 206        |
| 27   | 7  | Le porte-bonheur                                                              | Lucky Charm                                                   | 3 octobre 2023      | 207        |
| 28   | 8  | De nouveaux amis                                                              | New Friends                                                   | 4 octobre 2023      | 208        |
| 29   | 9  | Les fouilles                                                                  | The Dig                                                       | 5 octobre 2023      | 209        |
| 30   | 10 | Le jour où oncle Charlie a disparu                                            | The Day Uncle Charlie Went Missing                            | 9 octobre 2023      | 210        |
| 31   | 11 | Retour dans la Vallée Secrète                                                 | Return to the Hidden Valley                                   | 10 octobre 2023     | 211        |
| 32   | 12 | Des secrets dans la glace                                                     | Secrets in the Ice                                            | 11 octobre 2023     | 212        |
| 33   | 13 | Chasseuse de Mystères                                                         | Mystery Hunter                                                | 12 octobre 2023     | 213        |
| 34   | 14 | Figés dans le temps                                                           | Frozen in Time                                                | 16 octobre 2023     | 214        |
| 35   | 15 | Le marié en fuite                                                             | Runaway Groom                                                 | 17 octobre 2023     | 215        |
| 36   | 16 | Les deux Charlies                                                             | The Two Charlies                                              | 18 octobre 2023     | 216        |
| 37   | 17 | Vingt mille lieux sous Rock Island                                            | Journey to the Bottom of the Island                           | 19 octobre 2023     | 217        |
| 38   | 18 | Secrets dévoilés                                                              | Too Much Information                                          | 23 octobre 2023     | 218        |
| 39   | 19 | Évacuation                                                                    | This Is Not a Drill                                           | 24 octobre 2023     | 219        |
| 40   | 20 | La source d'énérgie                                                           | The Energy Source                                             | 25 octobre 2023     | 220        |

### Troisième saison (2023)
| No   | #    | Titre français                       | Titre original                                               | Diffusion originale | Code prod. |
| ---- | ---- | ------------------------------------ | ------------------------------------------------------------ | ------------------- | ---------- |
| 41   | 1    | Bon retour sur l'île, Taylor !       | Welcome Back Taylor                                          | 23 novembre 2024    | 301        |
| 42   | 2    | Un écho revient toujours             | An Echo Must Return                                          | 23 novembre 2024    | 302        |
| 43   | 3    | La Crypte Cachée                     | The Hidden Crypt                                             | 24 novembre 2024    | 303        |
| 44   | 4    | La Pierre du Solstice                | Solstice Stone                                               | 24 novembre 2024    | 304        |
| 45   | 5    | Le Portrait                          | The Portrait                                                 | 30 novembre 2024    | 305        |
| 46   | 6    | Les contraires s'attirent            | Opposites Attract                                            | 30 novembre 2024    | 306        |
| 47   | 7    | Une Taylor Artificielle              | Artificial Taylor                                            | 1er décembre 2024   | 307        |
| 48   | 8    | Somnambule                           | Sleepwalker                                                  | 1er décembre 2024   | 308        |
| 49   | 9    | Les auditeurs de Lila                | Lila's Listeners                                             | 7 décembre 2024     | 309        |
| 50   | 10   | L'Omnia                              | The Truth Below                                              | 7 décembre 2024     | 310        |
| 51   | 11   | Ellis contre Ellis                   | Ellis vs. Ellis                                              | 8 décembre 2024     | 311        |
| 52   | 12   | De l'électricité dans l'air          | It's Electric                                                | 8 décembre 2024     | 312        |
| 53   | 13   | Qui est Qui ?                        | Who's Who                                                    | 14 décembre 2024    | 313        |
| 54   | 14   | Petite taille, gros problème         | Tiny Troubles                                                | 14 décembre 2024    | 314        |
| 55   | 15   | Cristallisés                         | Crystallised                                                 | 15 décembre 2024    | 315        |
| 56   | 16   | Le Miroir de la Sirène               | Reflections                                                  | 15 décembre 2024    | 316        |
| 57   | 17   | Le fantôme de la mine                | To Catch a Ghost                                             | 21 décembre 2024    | 317        |
| 58   | 18   | L'Arbre Pleureur                     | The Weeping Tree                                             | 21 décembre 2024    | 318        |
| 5960 | 1920 | Retour à la maisonAu cœur du gouffre | Homecoming: Part IHomecoming: Part II - That Sinking Feeling | 22 décembre 2024    | 319320     |